# Otto Wagener

Otto Wagener

Otto Wilhelm Heinrich Wagener (* 29. April 1888 in Durlach; † 9. August 1971 in Chieming) war deutscher Generalmajor, ein Mitglied des Reichstages (November 1933 bis 1938) und Wirtschaftsberater Adolf Hitlers.

## Erster Weltkrieg
Wagener war der Sohn eines Industriellen und Inhabers einer Nähmaschinenfabrik. Anfang Juli 1906 absolvierte er das Gymnasium in Karlsruhe und besuchte anschließend die dortige Kadettenanstalt. Danach trat er in das Infanterie-Regiment „Markgraf Ludwig Wilhelm“ (3. Badisches) Nr. 111 der Preußischen Armee ein. Nach dem erfolgreichen Besuch der Kriegsschule wurde er mit Patent vom 22. Mai 1906 zum Leutnant befördert. Wagener wurde Adjutant des I. Bataillons, und 1914 folgte seine Kommandierung an die Kriegsakademie. Im Juli 1914 lernte er in einem Kurs an der Heeresschule Döberitz Grundkenntnisse der Flugzeugbeobachtung. Bei Ausbruch des Ersten Weltkrieges nahm Wagener mit dem Reserve-Infanterie-Regiment Nr. 55 zunächst an den Kämpfen in Belgien, später in Frankreich teil. Nach der Beförderung zum Oberleutnant im November 1914 wurde er als Adjutant und Kompanieführer eingesetzt. Als Hauptmann führte er ab Dezember 1915 ein Bataillon des Reserve-Infanterie-Regiments Nr. 3. In der Armeegruppe Stein diente er ab Juni 1916 im Stab, danach bei verschiedenen Einheiten in der gleichen Position. Im Mai 1918 musste er sich einem Ehrengericht stellen, welches seine Entlassung ohne besondere Anerkennung beschloss.

## Weimarer Republik
Anfang 1919 schloss er sich einem Freikorps an der polnischen Grenze an. Mitte des Jahres 1919 ging er in das Baltikum und wurde Chef des Generalstabes bei der Deutschen Legion, die am 25. August 1919 in Mitau aufgestellt wurde und unter dem Kommando von Kapitän zur See Siewert stand. Als dieser im folgenden November fiel, übernahm Wagener das Kommando. Bei den Kämpfen um Kekkau wurde er bei einem Fronteinsatz durch einen Beinschuss schwer verwundet.
Nach der Räumung des Baltikums schloss sich Wagener Freikorps in Oberschlesien, im Ruhrgebiet und bis Februar 1922 in Sachsen an. Auch beteiligte er sich 1920 am Kapp-Putsch, worauf er in Karlsruhe inhaftiert wurde.
Nach einem kurzen Studium der Wirtschaftswissenschaften nahm er eine Stelle als Direktionsassistent einer Fabrik für Pumpen und Armaturen an. Noch im Jahr 1920 trat er in die Firma seines Vaters ein, die „Nähmaschinenfabrik Karlsruhe“. Bald darauf wurde er Direktor und Vorstand. Dazu wurde er in den Aufsichtsrat mehrerer mittelständischer Unternehmen berufen. 
Politisch blieb er auf Seiten der Rechten. In den Jahren 1920 bis 1921 leitete er die badische Abteilung der Organisation Escherich, bis sie durch die Reichsregierung verboten wurde. Auch betätigte er sich von 1922 bis 1924 an der TH Karlsruhe und der Universität Würzburg, wo er sozial- und wirtschaftspolitische Vorlesungen im Rahmen von Handelshochschulkursen abhielt. Schon im Jahre 1923 wurde er Mitglied bei der SA. Die Universität Würzburg verlieh ihm im Jahre 1924 die Ehrendoktorwürde eines Dr. phil. h. c. Die Jahre 1924 und 1925 verbrachte er mit Vorlesungen und Auslandsreisen. 
1925 verließ Wagner die Nähmaschinenfabrik. Er ging in den Handel und wurde Teilhaber einer Sperrholz- und Furnierhandlung. 1929 erhielt er eine Einladung zum Parteitag der NSDAP.

## Karriere in der NSDAP
Nachdem Wagener erste Kontakte zur NSDAP im Juli und August 1929 aufgenommen hatte, trat er der Partei am 1. Oktober 1929 (Mitgliedsnummer 159.203) bei und gehörte bis zum 13. Juli 1933 der Reichsleitung der NSDAP an. Vom 1. Oktober 1929 bis 31. Dezember 1930 war er Stabschef beim Obersten SA-Führer (OSAF) Franz Pfeffer von Salomon. Von Anfang Januar 1931 bis Juni 1932 führte er in der Reichs-Organisationsabteilung II der NSDAP die Wirtschaftspolitische Abteilung der NSDAP. In der Propaganda der NS-Wirtschaftspolitik betätigte er sich als Herausgeber der Wirtschaftspolitischen Briefe und gründete den Wirtschaftspolitischen Pressedienst.
Nach seiner Beförderung zum SA-Gruppenführer im Dezember 1931 leitete Wagener von Juni 1932 bis Anfang September 1932 die Hauptabteilung IV für Wirtschaftspolitik bei der Reichsleitung der NSDAP. Anschließend diente er Adolf Hitler bis zum April 1933 als „Berater zur besonderen Verwendung“.
Wenn der Lebensraum des deutschen Volkes nicht ausreiche, werde der Nationalsozialismus nicht davor zurückschrecken, neuen Raum, sei es auch mit Gewalt zu schaffen.
Wagener unterstützte den „Kampfbund für den gewerblichen Mittelstand“, der die sofortige Kommunalisierung der Groß-Warenhäuser und ihre Vermietung zu billigen Preisen an kleine Gewerbetreibende gemäß dem Parteiprogramm der NSDAP forderte. Am 18. März 1933 wurde die Gewerbesteuer für Kaufhäuser verdoppelt; am 21. März erzwang Wagener den Rücktritt des Präsidiums des „Verbandes deutscher Waren- und Kaufhäuser“. Seine wirtschaftspolitische Zielsetzung waren der Vorrang von Einzelhandel und Handwerk und der Schutz des Mittelstandes vor industrieller Konkurrenz.
Anfang April 1933 übernahm Wagener die Leitung des „Wirtschaftspolitischen Hauptamtes der NSDAP“. Am 1. April 1933 besetzte er mit einem SA-Trupp den Hauptsitz des Reichsverbandes der Deutschen Industrie (RDI). Wagener erzwang unter Androhung von Gewalt den Rücktritt von Ludwig Kastl, dem Geschäftsführer des RDI, und auch die Entfernung des stellvertretenden Verbandsvorsitzenden Paul Silverberg, der jüdischer Herkunft war. Die übriggebliebene Geschäftsführung musste ein „Gelöbnis unbedingter Gefolgschaftstreue“ ablegen und durfte danach ihre Ämter formal behalten. Der damals noch amtierende deutschnationale Wirtschaftsminister Alfred Hugenberg musste sich mit dem Vorgehen Wageners abfinden und legitimierte die Gleichschaltung des RDI nachträglich durch die Ernennung Wageners sowie eines DNVP-Mitgliedes zu „Reichskommissaren für die Wirtschaft“. Von April bis Juli 1933 war er somit auch Kommissar der Regierung bei der Geschäftsführung des RDI.
Otto Wagener wurde ab Mai 1933 von seinen Anhängern schon als künftiger Reichswirtschaftsminister gesehen. Als Alfred Hugenberg am 26. Juni 1933 zurücktrat, forderte Wagener zahlreiche Mitstreiter auf, zu seinen Gunsten zu intervenieren. Kurz vor der erhofften Ernennung enthüllte Hermann Göring anhand vieler abgehörter Telefonate, in welchem Umfang Wagener seine Anhänger aufgewiegelt hatte, um Druck bei Hitler auszuüben. Der Karrieresprung misslang, denn Wagener fiel daraufhin in Ungnade. Hitler, der ihm zuvor eigentlich die Ernennung zum „Staatssekretär im Wirtschaftsministerium“ anbieten wollte, warf ihm sein Vorgehen als Intrige zur Erlangung des Wirtschaftsminister-Postens vor. Einige Mitarbeiter Wageners, die in die Sache verwickelt waren, wurden daraufhin verhaftet. Wagener selbst kam an einer Verhaftung vorbei, verlor jedoch daraufhin seinen politischen Einfluss bei Hitler. Joseph Goebbels notierte dazu unter dem 29. Juni 1933 im Tagebuch:
„Bei Hitler. Dicke Luft. Wagener hat Telegramme an Chef geschickt. Will Wirtschaftsminister werden. Chef wütend.Schutzhaft gegen die Schreiber. Wagener dummes Gesicht. [...] Wirtschaft Schmidt [sic! richtig Schmitt]. Gut so. Ganze Lage durchgesprochen.“
Seine Funktion als Reichskommissar für die Wirtschaft, die er seit dem 24. April 1933 ausübte, musste Otto Wagener am 30. Juni 1933 wieder aufgeben, was eventuell auch auf einer Intervention des stärker planwirtschaftlich orientierten neuen Reichswirtschaftsministers Kurt Schmitt beruhte. Schmitt entzog Wagener den Titel eines Reichskommissars und erklärte dessen sämtliche Maßnahmen für ungültig.
Im Zuge der Röhm-Affäre wurde auch Wagener interniert; angeblich entkam er seiner zugedachten Erschießung nur durch einen Zufall. Er zog sich anschließend auf das Gestüt seines Schwiegervaters im Erzgebirge zurück.

## Zweiter Weltkrieg

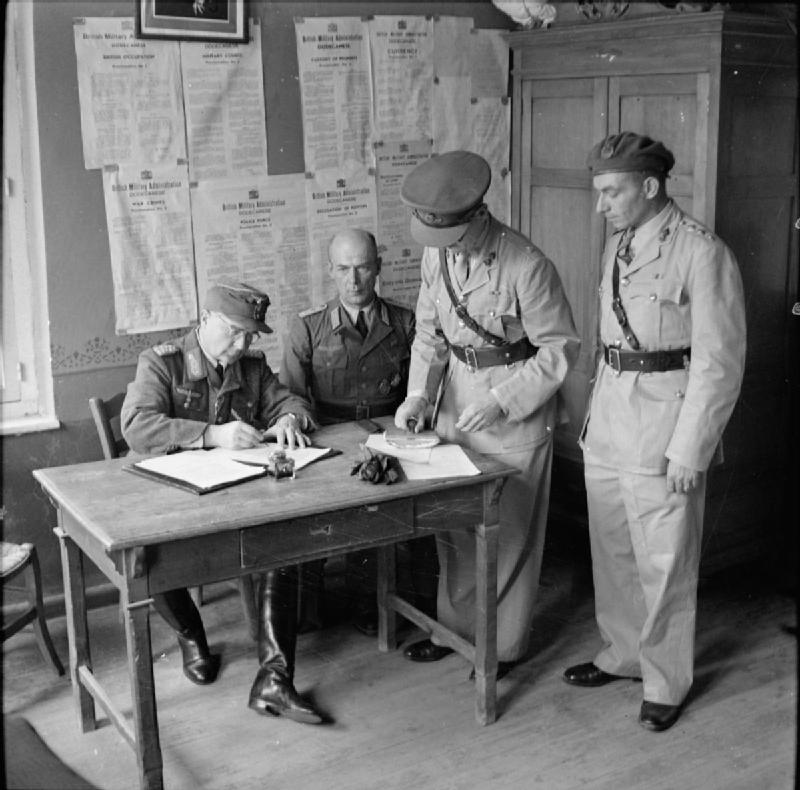
Wagener am 8. Mai 1945 bei der Übergabe des Dodekanes in Symi (Erster von links)

Da er inzwischen alle bisherigen Ämter verloren hatte, trat er 1937 mit einem neuen Antrag erneut der SA bei, wurde aber als Gruppenführer z. b. V. eingestuft. Nach Kriegsbeginn diente Wagener ab 1. April 1940 als Hauptmann und Ordonnanzoffizier beim Armeeoberkommando 6. Vom 12. Mai bis Ende August 1940 war er als Gehilfe des Ersten Generalstabsoffiziers (Ia) zum Generalstab des Heeres kommandiert und wurde anschließend zum Ia der 332. Infanterie-Division ernannt. In dieser Stellung stieg Wagener am 15. März 1941 zum Major und am 1. Juni 1942 zum Oberstleutnant auf. Im Januar 1943 folgte seine Ernennung zum Kommandeur des Sicherungsregiments 117 und am 1. August 1943 die Beförderung zum Oberst. Vom 12. Februar bis 6. Mai 1944 war Wagener mit der Führung einer Sicherungsdivision beauftragt.

### Kommando auf Rhodos
Vom 20. Juli bis Ende 1944 wurde er im Rahmen des Unternehmens Marita zum Kommandanten Ost-Ägäis und zum Militärgouverneur der Inselgruppe Dodekanes ernannt. Zum 1. Dezember 1944 erfolgte seine Beförderung zum Generalmajor. Er führte das Kommando über Einheiten mit einer Mannschaftsstärke von insgesamt 6.000 Mann, darunter auch die Strafdivision 999 (offiziell-euphemistisch als Bewährungseinheit 999 bezeichnet). Als er auf der Insel Rhodos von der britischen Flotte eingeschlossen wurde, erklärte er die Insel zur belagerten Festung. Weiterhin ließ er das KZ Kallithea bei der Ortschaft Kallithea und Internierungslager errichten. Unter seinem Kommando wurden 1820 Juden deportiert und italienische Kriegsgefangene erschossen.

## Gefangenschaft, Verurteilung und Einsatz von Adenauer
Bis Januar 1947 war er in britischer Gefangenschaft; im Januar 1947 wurde er nach Italien ausgeliefert. Ein italienisches Kriegsgericht verurteilte ihn wegen der Verbrechen an italienischen Kriegsgefangenen am 18. Oktober 1948 zu 15 Jahren Haft. Augenzeugen sagten während der Verhandlungen aus, dass es auf Rhodos unter Wagener Misshandlungen und Erschießungen gegeben habe. Das Magazin Der Spiegel berichtete in einem Artikel vom 14. Februar 1951 über die damaligen Verhältnisse: März und April 1945 wurden 1300 Todesurteile vollstreckt […] Auch der Diebstahl eines Kohlkopfes oder eine unbedachte kritische Äußerung kostete das Leben.
Im Jahre 1951 ersuchte Bischof Alois Hudal bei Bundeskanzler Konrad Adenauer, dass Adenauer sich für die Freilassung Wageners und anderer reichs-deutscher Offiziere einsetzen solle. So wurde Wagener schon am 4. Juni 1951 aus der Haft entlassen.
1946 schrieb Wagener seine Erinnerungen unter dem Titel Hitler aus nächster Nähe, auch über die Frühgeschichte der NSDAP, nieder; sie wurden 1978 von dem Historiker Henry Ashby Turner herausgegeben.

## Auszeichnungen
- Eisernes Kreuz (1914) II. und I. Klasse
- Ritterkreuz des Militär-Karl-Friedrich-Verdienstordens
- Ehrendoktorwürde als Dr. phil. h. c. der Universität Würzburg (1924)

## Schriften
- Von der Heimat geächtet. Belser, Stuttgart 1920.
- Grundlagen und Ziele der nationalsozialistischen Wirtschaftspolitik. Eher, München 1932
- Nationalsozialistische Wirtschaftsauffassung und berufsständischer Aufbau. Wirtschaftspolitischer Verlag, Berlin 1933.